# Pierre-Henri Azagoh
Pierre-Henri Azagoh (Nîmes, 25 luglio 1998) è un rugbista a 15 francese, che gioca come seconda linea nello Stade français.

## Biografia
Pierre-Henri Azagoh nasce a Nîmes il 25 luglio 1998 e muove i suoi primi passi rugbistici nel Rugby Melun Combs 77.
Successivamente Azagoh passa al Massy, con il quale si mette notevolmente in mostra nel campionato di seconda divisione francese nella stagione 2017-2018; le sue ottime prestazioni gli valgono la convocazione con la nazionale francese under-20, con la quale si laurea campione del Sei Nazioni e campione del mondo di categoria, ponendosi all'attenzione come uno dei migliori prospetti francesi nel ruolo di seconda linea.
Nel 2019 arriva il passaggio ai parigini dello Stade Français, con cui firma un contratto biennale.
Alla fine della stagione 2023-2024, nel mese di giugno, la nazionale maggiore francese inserisce il suo nome tra i 32 convocati per la preparazione in vista della tournée estiva in Argentina (dalla lista mancano i nomi più importanti del rugby francese). Il 10 luglio 2024 Asagoh scende in campo con la rappresentativa francese "di sviluppo" (France développement) contro l'Uruguay.